# Борхес, Лукас
Лукас Борхес (исп. Lucas Borges, родился 17 февраля 1980 года в Буэнос-Айресе) — аргентинский регбист, выступавший на позиции винга. Известен по играм за французские клубы «Стад Франсе», «Дакс» и «Альби», итальянский «Бенеттон» и аргентинский «Пукара», а также за сборные Аргентины по регби-15 и регби-7. Бронзовый призёр чемпионата мира 2007 года.

## Биография

### Клубная карьера
Воспитанник клуба «Пукара», выступал за него до 2004 года, когда переехал во Францию и стал игроком состава «Стад Франсе». За три сезона игр в парижском клубе Борхес дошёл до финала Кубка Хейнекен 2004/2005, где проиграл «Тулузе», а в сезоне 2006/2007 первый и последний раз выиграл чемпионский титул в своей карьере. В сезоне 2007/2008 выступал за «Бенеттон», с которым дошёл до финала чемпионата Италии (Супер 10), а позже вернулся во Францию, где играл в сезоне 2008/2009 за «Дакс», а с сезона 2009/2010 — за «Альби». В 2011 году вернулся в Аргентину в «Пукару», где и завершил карьеру.

### Карьера в сборной
27 апреля 2003 года Борхес дебютировал в матче за сборную Аргентины в Монтевидео против Парагвая, в котором аргентинцы одержали разгромную победу 144:0, а сам Борхес занёс две попытки. Он сыграл 5 матчей на Кубке мира по регби 2007 года, на котором аргентинцы завоевали бронзовые медали, и отметился там тремя попытками. Последнюю игру провёл 28 ноября 2010 года в Дублине против Ирландии. Был дозаявлен на чемпионат мира 2011 года в экстренном порядке из-за травмы Гонсало Тьеси, но не вышел ни разу на поле.
В марте 2009 года его пригласили в звёздный клуб «Барбарианс Франсез» на матч против «сборной президента» (фр. XV du président), составленной из лучших легионеров чемпионата Франции. Матч состоялся 12 марта 2009 года в Тулузе на «Эрнест-Валлон», а «варвары» уступили 26:33.
В составе сборной Аргентины по регби-7 сыграл 54 матча и набрал 227 очков: 225 очков ему принесли 45 заносов, ещё два очка он набрал благодаря реализации. Играл на чемпионате мира по регби-7 в 2005 году.

## Достижения
- Чемпион Франции: 2006/2007[фр.]
- Финалист Кубка Хейнекен: 2004/2005
- Чемпион Южной Америки[англ.]: 2003[англ.], 2004[англ.]
- Бронзовый призёр чемпионата мира: 2007